# Across the Universe (película)
Across the Universe es una película musical de 2007, dirigida por Julie Taymor, ambientado en los años 60 en Estados Unidos y en la música de la banda británica The Beatles.
La trama gira en torno a Jude (Jim Sturgess), un joven trabajador que deja su ciudad natal, Liverpool, para buscar a su siempre ausente padre en Estados Unidos y es golpeado por las olas de cambio reformando el país. Aquí, Jude se enamora de Lucy (Evan Rachel Wood), una niña estadounidense rica, pero fuerte y consciente, que se une al movimiento antibélico en Nueva York. Mientras el número de cadáveres de las víctimas de la guerra de Vietnam aumenta, las tensiones políticas entre amigos se salen de control; es entonces cuando Jude y Lucy intentan encontrar la salida de un psicodélico mundo que se vuelve loco.

## Reparto
- Evan Rachel Wood como Lucy Carrigan.
- Jim Sturgess como Jude Feeny.
- Joe Anderson como Maxwell "Max" Carrigan.
- Dana Fuchs como Sadie.
- Martin Luther McCoy como Jojo.
- T.V. Carpio como Prudence.
- Bono como Dr. Robert
- Eddie Izzard como Sr. Kite
- Salma Hayek como enfermeras cantantes.
- Joe Cocker como Vagabundo/Proxeneta/Hippie.
- Spencer Liff como Daniel, Novio de Lucy.
- Robert Clohessy como Wes Huber, Padre de Jude.
- Dylan Baker como Padre de Max.
- Linda Emond como Madre de Max.
- Bill Irwin como Tío Teddy.
- Logan Marshall-Green como Paco.
- James Urbaniak como Mánager de Sadie loss.

## Banda sonora
La totalidad de la banda sonora consiste en diversas versiones del grupo The Beatles:
- 1. "Girl" — Sturgess
- 2. "Hold Me Tight" — Wood, Hogg
- 3. "All My Loving" — Sturgess
- 4. "I Want To Hold Your Hand" — T.V. Carpio
- 5. "With a Little Help from My Friends" — Anderson, Sturgess
- 6. "It Won't Be Long" — Wood
- 7. "I've Just Seen a Face" — Sturgess, Anderson
- 8. "Let It Be" — Woods, Mitchum
- 9. "Come Together" — Joe Cocker, McCoy
- 10. "Why Don't We Do It in the Road?" — Fuchs
- 11. "If I Fell" — Wood
- 12. "I Want You (She's So Heavy)" — Anderson, Fuchs, Carpio
- 13. "Dear Prudence" — Fuchs, Sturgess, Wood, Anderson
- 14. "Flying" instrumental - The Secret Machines
- 15. "Blue Jay Way" — The Secret Machines
- 16. "I Am The Walrus" — Bono, The Secret Machines
- 17. "Being for the Benefit of Mr. Kite!" — Eddie Izzard
- 18. "Because" — Wood, Sturgess, Anderson, Fuchs, Carpio, McCoy
- 19. "Something" — Sturgess
- 20. "Oh! Darling" — Fuchs, McCoy
- 21. "Strawberry Fields Forever" — Sturgess, Anderson
- 22. “Revolution" — Sturgess
- 23. "While My Guitar Gently Weeps" — McCoy, Sturgess
- 24. "Across the Universe" — Sturgess
- 25. "Helter Skelter" — Fuchs
- 26. "Happiness is a Warm Gun" — Anderson, Hayek
- 27. "A Day in the Life" (instrumental) — Jeff Beck
- 28. “Blackbird” — Wood
- 29. "Hey Jude" — Anderson, Mounsey
- 30. "Don't Let Me Down" — Fuchs, McCoy
- 31. "All You Need Is Love" — Sturgess, Fuchs, Carpio, McCoy
- 32. "Lucy in the Sky with Diamonds" — Bono, The Edge